# المحدثة (بعدان)

تعديل مصدري - تعديل

المحدثة هي إحدى قرى عزلة بني منصور بمديرية بعدان التابعة لمحافظة إب، بلغ تعداد سكانها 166 نسمة حسب تعداد اليمن لعام 2004.